# Кляскі
Кляскі (пол. Klaski) — село в Польщі, у гміні Покшивниця Пултуського повіту Мазовецького воєводства.
Населення — 73 особи (2011).
У 1975-1998 роках село належало до Цехановського воєводства.

## Демографія
Демографічна структура станом на 31 березня 2011 року:
|          | Загалом | Допрацездатний вік | Працездатний вік | Постпрацездатний вік |
| -------- | ------- | ------------------ | ---------------- | -------------------- |
| Чоловіки | 33      | 5                  | 24               | 4                    |
| Жінки    | 40      | 15                 | 19               | 6                    |
| Разом    | 73      | 20                 | 43               | 10                   |